# Saliv

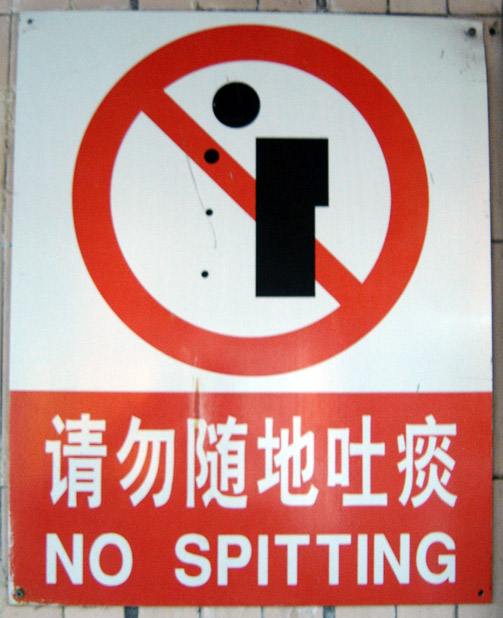
På vissa platser är det uttryckligen förbjudet att spotta.

Saliv (även spott eller dregel) är en vätska som förutom vatten (99,5 procent) innehåller enzymer, slem och salter. Den bildas av salivkörtlarna under tungan, glandula sublingualis och underkäken, glandula submandibularis, samt av öronspottkörteln, glandula parotis och hjälper till att spjälka bland annat stärkelse i munhålan. 
Salivsekretionen sker såväl i vila (0,3 ml/min) som efter stimulering av exempelvis en måltid, då öronspottkörteln arbetar och upp till en tiofaldig ökning av salivproduktionen. 
Vid stress eller vid vissa sjukdomar, såsom Parkinsons sjukdom, kan salivproduktionen öka dramatiskt. Muskelarbete, feber, Sjögrens syndrom och intag av vissa läkemedel eller urindrivande medel kan omvänt sänka produktionen av saliv.
Djur har olika mängd av enzymer i sin saliv. Idisslande djur, exempelvis kor, har inga enzymer (dock ingår andra ämnen för att motverka pH-förändringar i våmmen). Fåglar saknar också enzymer i saliven.
Saliven har till uppgift att:
1. smörja tänder och tandkött så att de inte torkar ut.
2. fungera som buffert för att munnen oftast utsätts för syraattacker och behöver stabiliseras.
3. hindra bakterier och virus från att tränga in i och skada kroppen.
4. skölja bort matrester m m från tänderna.
5. transportera smakämnen till smakcellerna i smaklökarna. Saliven löser smakämnet så att det kommer i kontakt med receptorerna på cellernas yta.
6. påbörja nedbrytningen av maten främst genom enzymerna amylas och lipas.

Saliven kan delas in i två undergrupper, serös saliv och mukös saliv.
Dessa olika sorters saliv bildas i två olika sorters celler. 
- Seröst sekret: Lättflytande, innehåller mycket amylas och elektrolyter, pH varierar mellan 5,82 (vilo) och 7,67 (stimuli). Utsöndras främst vid födointag och är endast aktiverat vid specifik stimuli.
- Muköst sekret: Trögflytande, klibbigt. Innehåller mycket mucin. pH varierar mellan 6,47 och 7,62. Utsöndras hela tiden, inte enbart vid måltid. Ser till att smörja tänder och tandkött även vid tal med mera.

Saliv kan tas som indikator på släktskap och identitet, vilket utnyttjas vid modern DNA-analys, som allt efter omständigheterna kan vara ett indicium i brottmål för att fria eller fälla.
Förr i tiden ansågs det nyttigt att spotta och av den anledningen placerades spottkoppar ut i hemmen, på tåg och i offentliga lokaler.